# Pardinho
Pardinho est une municipalité brésilienne de l'État de São Paulo et la Microrégion de Botucatu.